# Wola Krogulecka
Wola Krogulecka – wieś sołecka w Polsce, położona w województwie małopolskim, w powiecie nowosądeckim, w gminie Stary Sącz.

## Położenie
Graniczy od zachodu z Barcicami, od wschodu z Żeleźnikową Małą, Bączą Kuniną i Złotnem (gmina Nawojowa), a od południa z Życzanowem (część Rytra) i Suchą Strugą (gmina Rytro). Położona jest na pograniczu Beskidu Sądeckiego (pasmo Jaworzyny Krynickiej) i Kotliny Sądeckiej.
Zabudowa wsi rozrzucona jest po stokach i grzbietach odchodzących od głównego grzbietu Pasma Jaworzyny. Znaczniejsze kulminacje to: Dzielnica (593 m), Wysoki Groń (692 m), Nad Garbem (781 m), Wilcze Doły (786 m). Wieś swymi granicami obejmuje też górną część doliny Życzanowskiego Potoku i stoki Makowicy.
W miejscowości, 200 m powyżej dna doliny Popradu, znajduje się oddana do użytku w 2014 platforma widokowa „Ślimak”.

## Integralne części wsi
| SIMC    | Nazwa         | Rodzaj    |
| ------- | ------------- | --------- |
| 0466253 | Dzielnica     | część wsi |
| 0466260 | Garby         | część wsi |
| 1047676 | Łąki          | część wsi |
| 1047699 | Pod Dzielnicą | część wsi |
| 0466276 | Pod Łąkami    | część wsi |
| 0466282 | Poddolinki    | część wsi |

## Historia
Wieś powstała po 1572 roku, należała do starostwa barcickiego i barcickiej parafii. Wieś królewska Wola, położona w drugiej połowie XVI wieku w powiecie sądeckim województwa krakowskiego, należała do tenuty barcickiej. 
Inne spotykane nazwy wsi to Wola Kroguleska, Wola Krogulewska. Wspominana w 1674 r. wieś Wola Barcicka przez niektórych utożsamiana jest z Wolą Krogulecką. Nazwa może pochodzić od nazwiska Krogulec.
W czasach galicyjskich była gminą. Od 1933 r. w gminie zbiorowej Stary Sącz-Wieś.
W latach 1955–1960 w GRN Barcice, od 1961 r. w GRN Stary Sącz-Wieś. Od 1973 r. sołectwo Miasta i Gminy Stary Sącz. W latach 1975–1998 miejscowość administracyjnie należała do województwa nowosądeckiego.